# セミヌード

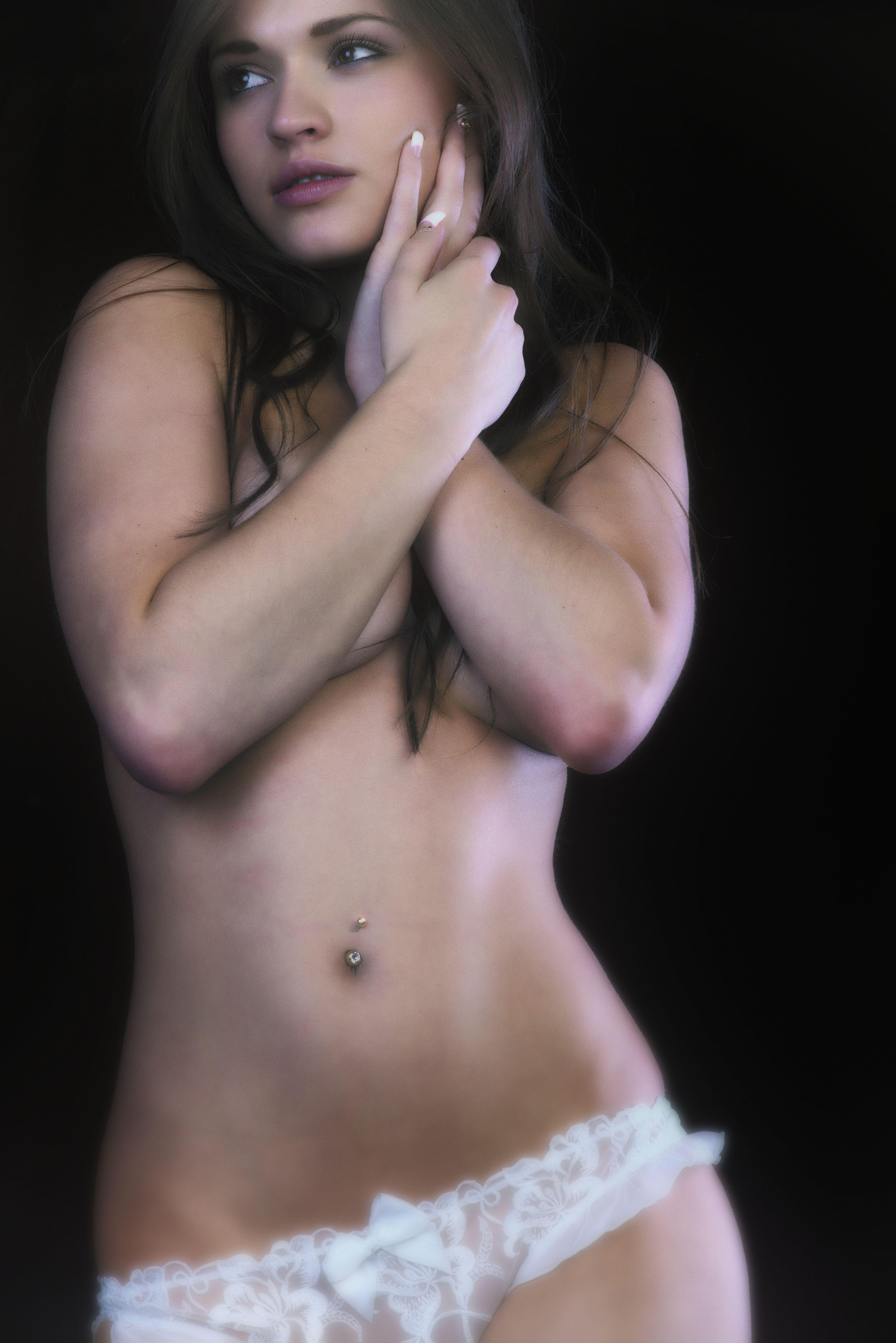
セミヌードの女性（例示2に該当する）

セミヌード（Semi nude）はヌード写真・映像のうち、肌の露出が少ないものを指す英語である。女性の場合は乳首や陰毛を隠しているヌードを主に指す場合が多い。「セミ」は半分といった意味を表す英語の接頭語であり、全裸（オールヌード）に対しての半裸と訳される場合がある。

## 概要・定義
セミヌードという言葉は個人の主観に頼る部分もあり、厳密な定義が難しい側面もある。水着姿や下着姿は、通常はセミヌードとは言わない。セミヌードという言葉の意味は乳首や陰毛、陰部を見せないヌードということである。また、乳首が透けている場合や、乳首を隠した上半身裸姿でTバック着用の場合や、ふんどし姿の場合も、セミヌードと言われることもある。
たまに、全裸で乳首や陰部は隠しているが、臀部は丸出ししている姿もセミヌードと表現される場合もある。
女性のヌードで、陰毛を見せている場合はヘアヌード、乳首を見せている場合はトップレス・ヌード、乳首を隠している場合をセミヌードという使い分けをすることがある。
また、日本では話題性を高める必要がある雑誌や写真集などにおいては、実際には脱いでいるがフルヌードでないために「全裸」「ヌーディー」「ヌーディティ」などと混同を招く誇張表現が使われ、読者の混乱を招く例も見られた。
女性のセミヌードの分類として、以下のようなものが挙げられる。
1. モデルは全裸（何も身に着けていない状態）だが、乳首や陰毛が写っていない状態
2. モデルはトップレスだが、乳首が写っていない状態
3. モデルがごく薄い衣類を身に付けており、体の輪郭や色が透けている状態

上記のほか、乳首がちらりと写っている状態や、乳首や陰部などがみえそうなセクシャルな水着姿や下着姿である状態もセミヌードと呼ばれることがあるが、あまり一般的ではない。
なお、陰毛が写っている場合は全体の露出度が小さくてもヘアヌードとされる。
井上和香の肩や腰元のフォルムを出し、一見裸になっているとおぼしき広告写真がセミヌードとされたこともあったが、意味合いが違うとされた（2003年）。
セミヌードは身体の一部が隠れるため、モデル側の抵抗感が比較的少なく、また、芸術的なイメージのある一部のヘアヌードやオールヌードとは区別され、人気の高い女優・モデル・有名タレントが公開することもある。

## 歴史
ヌードシーン#邦画にあるとおり、日本映画では女優の前田通子が海女をモチーフに1956年の新東宝製作『女真珠王の復讐』における「お尻出しヌード」から始まっており、翌1957年には女優の泉京子が『海人舟より 禁男の砂』での、濡れた服の下に乳首が透けている姿のポスターが発表されている。
『鏡中花 : 大正セミヌード50姿』（太平書屋 1981年）、石黒敬章『びっくりヌード・おもしろポルノ 日本裸体写真百年史』（コロナ・ブックス 96 石黒コレクション、平凡社、2002年）にあるとおり、近代期から戦前期にかけてセミヌードも比較的多く撮影されている。明治初期日下部金兵衛は1885年（明治17年）頃、師のフェリーチェ・ベアトやライムント・フォン・シュティルフリートおよび内田九一が撮影したネガを引き継いだが、彼らの写真のうち外国人の土産用の写真である「横浜写真」とともに金兵衛自身セミヌードの写真を売り、その中には顔をコラージュしているものもあることが知られる。
日本最初の性転換女性である永井明子も、報を伝える新聞の掲載時にセミヌードを披露している。別冊宝島2399『美女の日本史』に掲載された森まゆみの特別インタビュー「激動の時代を生き抜いた女性たちの美」に、赤松俊子（丸木俊）の南洋でのセミヌード写真が紹介されている。これは画家の彼女がミクロネシアまで赴いて裸の先住民を描く一環で先住民たちと一緒になって踊ったもの。
高森和子は1964年の忍者狩りで清純派女優ながら本作で妖艶な尼僧を演じた初めてセミヌードも披露。芳村真理は出演した東映製作の『くノ一忍法』（1964年）ではセミヌード姿や名和宏らを相手に激しい濡れ場にも挑戦している。小川ローザは1968年にNHK大河ドラマの裏番組でセミヌードになって視聴率29.3%を記録し、勝利したということもある。
鰐淵晴子は1970年に元夫のタッド若松が撮影したヌード写真集『Ipy Girl Ipy / イッピー・ガール・イッピー』を発表したが、アート性の高い内容は非常に高い評価を受け歴史に残る。
1970年代には加賀まりこや中村晃子、秋川リサのヌードなどが有名タレントのヌードとして有名である。他に風吹ジュン 伊藤咲子 結城しのぶ 夏樹陽子 多岐川裕美 横山エミー 竹下景子など映画などでヌードになる面々が、雑誌などの媒体で胸ぽちや乳首を透けさせるグラビアを発表していた。
川崎あかねは1971年11月20日封切りの映画『蜘蛛の湯女』に主演しセミヌードが話題になる。浅野真弓は外国映画出演になった『武士道ブレード』でセミヌードを披露している。
畑中葉子も1979年の雑誌『プレイボーイ』でのセミヌードグラビアが話題となり、その後ヌードからにっかつ映画出演していく。
麻田奈美も1970年代半ばまで披露していたのはセミヌードまでであった。
それまでは雑誌媒体などで大原麗子などが髪ブラなどのセミヌードを披露していたが、1980年代に入り烏丸せつこ（1980年度クラリオンガール時にCF、ポスター等で）リリーズ（1980年の雑誌）浅野ゆう子（1980年代に発表した一連の写真集）久我直子（ 『GORO』1981年1月8日号、小学館、撮影：小沢忠恭）岡江久美子（『華やかな自転』1982年、スコラ/講談社）麻丘めぐみ（別冊スコラ、MEGUMI FOREVER 11、1983年）桜たまこ（1983年にグラビア雑誌「スコラ」で）紺野美沙子（『うさぎ恋し』小学館、1984年）春やすこ・けいこ（篠山紀信の撮影でセミヌードを披露。やすこは後にヌードも）山口百恵（ヌードも撮影していた）杉かおり（1983年ごろから雑誌、写真集）水沢アキ（1986年『GORO』で発表されたTシャツヌード以降はヌード）つちやかおり（1988年『GORO』『平凡パンチ』等のほかに、2015年にも）向井亜紀（1987年ごろから水着に加えて）中森明穂（1988年、セミヌードを含む写真集及びイメージビデオを発表）鷲尾いさ子（『Ciào 鷲尾いさ子写真集』篠山紀信撮影・白泉社、1990年）石井明美（1989年、写真集「Virginia Slims-バージニアスリム-」）坂井泉水（写真集『NOCTURNE』（撮影：清水清太郎、白泉社）出版。1990年）などが披露している。里見和香は1983年『平凡パンチ』2月28日号（平凡出版、1983年）セミヌード 4ページグラビアを披露。
天地真理は1983年12月にセミヌード写真集を、また1986年にはヌード写真集を発売。叶姉妹の姉役恭子は芸能活動の初期の杉本エルザとして1984年9月号『平凡パンチ別冊』（平凡出版）にてセミヌード・グラビアを披露している。
池坊保子は1984年、講談社の雑誌「PENTHOUSE JAPAN」1984年3月号でセミヌード写真を披露する。根本しのぶは1984年大友正悦撮影の写真集『こどもじゃないモン』でセミヌードを発表した。ベリーズ (アイドルグループ)にいた伊藤真季は1988年6月に、谷口征撮影のセミヌード写真集『瑠璃色のささやき』を発表。
周栄良美は1993年にセミヌード写真集を発表する。池上麗子は写真集『elfin』（1994年）『メガロポリスドールズ』（1995年）で披露。
羽生愛はNHKの番組おーい!はに丸終了後、写真週刊誌やイメージビデオでセミヌードを披露した。山口弘美は1997年に写真集「feminine」にてセミヌードを披露する。後に芸名を元の山口弘美に戻し、写真集「僕の愛した山口弘美」でもセミヌードを披露する。
増田未亜は1997年、5年ぶりの写真集『Mia × More』で、セミヌード姿を披露。
川合千春は1998年にセミヌード写真集を発表。
HIROMIXはHIROMIX'99（アルバム、1999年）のジャケットでセミ・ヌードを披露。
島崎和歌子は2001年、バウハウスより写真集『wakako』を発売（宮澤正明撮影）、セミヌードを披露。
渋谷亜希は2002年の映画『およう』で内田有紀の後のヒロインを演じ、セミヌードを披露した。
上原多香子は2003年写真集『Vingt Takako（ヴァン タカコ）』を発売。20歳の誕生日を記念して発売されたこの写真集では、草むらの中で全裸で寝そべるセミヌードのカットがある。
森下加奈は2004年末には雑誌『フラッシュ・エキサイティング 』の金八OB特集で久々に姿を見せ、袋とじグラビアではブラ外し系のセミヌードも披露。
瀬能あづさは2004年に週刊プレイボーイのグラビアで突然復帰し、そのグラビア写真を用いたセミヌード写真集を発売。
松田千奈は2005年写真集で臀部が見えるセミヌードを披露。
栗林三枝は2005年に『栗林三枝誘拐監禁事件』（中森明夫著）で復帰。2000年の芸能活動休止は熱狂的ファンに誘拐・監禁されていたためという設定によるストーリーがついたセミヌードやSMシーン等の過激な写真も含む写真集である。
矢部美希はは2006年デビュー時にいきなりセミヌード姿を披露した。
真木よう子は2005年に撮影した初主演映画『ベロニカは死ぬことにした』で初めてヌードシーンに挑戦したが、2007年発売の写真集『月刊真木よう子』ではセミヌードで発表している。2006年秋に公開されたLOVE MY LIFEで吉井怜と今宿麻美がセミヌードを披露し、ベッドシーンを演じている。
出雲阿国 (お笑い芸人)は2008年に雑誌『sabra』2008年6月号で セミヌードグラビア掲載（『ラジかるッ』での水着出演が元で出来た企画）。
吉川あいみは初のイメージDVDでセミヌードを披露。
2010年に無国籍の9頭身美女として注目を集めるモデル・Cica（周韋彤）が『月刊サイゾー』でセミヌードを初披露している。
HIROMIは同性愛をカミングアウト時の2011年に大胆セミヌードを披露している。
町田みゆうは日テレジェニック候補生として注目されたが選ばれなかったため、事前の公約通り、『東京スポーツ』紙上でセミ・ヌード姿を披露する。
2012年12月24日発売の『smart』2月号では『ヱヴァンゲリヲン新劇場版』とのコラボレーションで登場人物の1人である、式波・アスカ・ラングレーのセミヌードが掲載された。アニメでは魔法少女リリカルなのはViVidが入浴シーンやセミヌードなどといったお色気シーンも多い。新・仮面ライダーで『ストロンガー』にてタックルのセミヌードが登場する。雅楽戦隊ホワイトストーンズ各シリーズでは本郷隆のセミヌードも披露されている。
堀江貴文は2011年に週刊プレイボーイでセミヌードを披露、仮釈放後の2013年、再び週刊プレイボーイでセミヌードを披露した。
2013年には発売予定だった漫画雑誌「ヤングマガジン」の記事に不適切な表現があったとして、掲載予定だったAKB48河西智美の“手ブラヌード”の写真が問題となり、前代未聞の発売延期に追い込まれた。推川ゆうりは 2013年『FLASH 2013年6月4日号』巻中グラビアにてセミヌードを披露。
真間美也は2015年以降電子書籍でセミヌードも披歴している。
近藤千尋は2016年に初のスタイルブック『ちぴ本』（主婦の友社）で上半身に何も身に着けていない大胆なセミヌード姿を披露している。
あいみんは姉妹のゆうみんと1st写真集『xxaiminx』（ASIN B07FDRYVBF）で今回限りのセミヌードを公開している。
竹内佳菜子 は2018年『週刊プレイボーイ』17号の袋とじグラビアでセミヌード姿を披露。
毛皮のマリーズの栗本ヒロコは『毛タワのマレコZ』第6号で「月刊シリーズ」のパロディ「月刊クリモトヒロコ」と題したセミヌードを披露した。
セミヌード写真を多く載せる雑誌は多くの場合が男性誌であったが、『an・an』や『FRaU』などの一部の女性誌は女性に人気のある人物については男女問わずセミヌードを掲載している。男性誌ではなくこちらにセミヌードを披露して登場するタレントも多い。
加藤あいは「an・an」2007年1月17日号に続き、「FRaU」2013年3月号で再び大胆なセミヌードを披露している。
「FRaU」では他、2003年6月に佐藤江梨子が、2004年には黒谷友香が、2006年には石田ゆり子や森泉が、2008年3月には井川遥が、2009年には2月に深田恭子が、8月に優香が、2010年02月12日発売号でICONIQが表紙で、同じく2010年には道端ジェシカが、2014年には眞鍋かをりが、2012年2月には再び優香が、セミヌードを披露している。磯山さやかは2009年に同誌にて企画の公約通り、セミヌードを披露した。
『an・an』 では1998年 飯島直子、1999年 神田うの、江角マキコ、2003年 SHIHO、2004年 米倉涼子、吉岡美穂らがセミヌードを披露。
2005年には長谷川理恵、山田優 (モデル)がいずれも表紙にてセミヌードを披露。
以降も、2007年の加藤あいの他、
2008年 土屋アンナ、吹石一恵、SHIHO、
2009年 黒木メイサ、吉瀬美智子、
2010年 加賀美セイラ レイナ、
2011年 ヨンア、神田うの(妊婦姿）優木まおみ、
2012年 山田優 冨永愛、中川翔子、
2016年 マギー、指原莉乃、
2017年 田中みな実、
2018年 内田理央 中村アン、
2019年 馬場ふみか、
2020年 三吉彩花
らが披露している。2011年の優木まおみのセミヌードは、大卒タレントの雑誌表紙での写真として話題になった。
ファッションモデルなどもファッション雑誌を媒体に披露することもある。瀬畑茉有子は 『FYTTE』2008年8月号の表紙とグラビアにて、セミヌードを披露。2011年には生物学上は男性であることをカミングアウトした佐藤かよがフォトブック『Re-born』を発表し初のセミヌードを披露した。大屋夏南は2014年、ライフスタイルBOOK「K」にて限界まで挑戦したというセミヌードを披露した。峯村優衣も2011年、大胆セミヌードに挑戦しセクシー背中・バストラインを惜しげもなく披露。
女性誌『GLAMOROUS』2008年4月号で乳がん撲滅キャンペーン「乳がん撲滅チャリティ 蜷川実花が撮った10人のヌード 10WOMEN」企画でも高岡早紀、観月ありさ、平子理沙、梨花、森理世、秋吉久美子、中島知子（オセロ）、橋本麗香、道端ジェシカ、AKEMIの女性タレント10人のセミヌードを写真集としてまとめて別冊付録としている。
EDGE STYLE2010年8月号では、専属モデルの小森純が結婚破談を告白し、セミヌードを披露している。
また、ギャルモデルの上ノ宮絵理沙のように自著書内で披露したセミヌードの一部が、マスコミ媒体に宣伝として掲載されるケースもある。ギャルモデルでは荒木さやかは2010年1月『小悪魔ageha』モデルをセミヌードで卒業を表明した。桜井莉菜は 同年にセミヌード＆ボディサイズを大公開、今井華も写真集『it GAL』（ワニブックス、2014年7月19日）で披露した。葛岡碧 は『AneCan』2013年9月号（2013年8月7日発売）で初の単独表紙と単独グラビアにおいてセミヌードを披露した。小泉梓は 『JELLY』モデル卒業時の2013年に大胆セミヌードでグラマラスボディ披露した。
妊娠した有名人等がマタニティフォトでヌードを披露するケースも多いが、新井千佳は2011年に妊娠中の野田華子とで雑誌でW妊婦セミヌードの表紙を務めた。白戸彩花も2012年に妊娠9ヶ月でセミヌード披露。
インターネットが発達以降には自身のウェブサイトを使用して発表するケースもあり、例えば光宗薫は2014年6月に当時の公式サイトでアート作品として、光宗が様々なパンを用いて乳房を隠すセミヌード写真など数点を披露していた。
ティーン雑誌『コスモガール』では1280人の若者に対して行ったアンケートによるとティーンエイジャーでは20パーセント、20-26歳のヤングアダルトでは33パーセントが自分のヌードまたはセミヌード写真をネットワーク送付した経験があり、ティーンエイジャーの39パーセント、ヤングアダルトの59パーセントが性的なテキストメッセージを送った経験があるとされる。
前述のお尻ヌードなど、男性グラビア誌を中心に、全裸にはなっても、乳首だけは見せない、という強い主張をもったグラビアモデルの系譜があったとされるが、その姿勢は名波はるかや堀口としみら着エロの一派に受け継がれる。
2014年iCloudからの著名人プライベート写真大量流出事件によって、合計101人の著名人のプライベート（ヌードまたはセミヌードが多数）の写真が4chan上にリークされている。
シドニーオリンピック選手ヌード写真集 THE SYDNEY DREAM A SPECIAL ISSUE OF Black+White（2000年）や2011年のドイツPlayboy誌のドイツ女子U20代表、アメリカ『ESPN』のボディ号での、女子サッカー選手クリステン・プレスやNBAのマイアミ・ヒートに所属するバスケットボール選手のドウェイン・ウェイドなどのヌード写真も掲載されるなど、スポーツ選手、アスリートがその鍛えられた肉体を披露する場合も多い。
一部はトップレス・フルヌードも多い。
女子サッカーチームなどはかつてオーストラリアやスペインの女子代表らがセミヌードを披露しているが、彼女たちが共通してヌード媒体を出している理由は、ほとんどの場合、資金調達などの意味合いがある。多くのスポーツ選手は、練習や大会参加のための資金に問題を抱えており、パラリンピアンの中西麻耶もスポンサーを見つけ、活動資金を捻出するため、2012年3月にセミヌードカレンダーを発売した。
日本では他に中田久美のケースやレスラーではフルヌードが多いが、神取忍は2000年1月、『Physique 神取忍写真集』（バウハウス）にてお尻ヌード・セミヌードを披露。
長野美香も2009年9月4日発売の『FRIDAY』にてセミヌードを披露した。紫雷イオは2013年、通算4冊目となる写真集「フォトリブレ」で初のセミヌードを披露。サラ・ストックもメキシコの青年誌「H PARA HOMBRES」でセミヌードを公開した。他格闘技も井上由美子 (格闘家)は005年4月には日本の女性総合格闘家としては初となるセミヌード写真集とDVDをワニマガジン社より発売。女子プロボクサーでは郷司利也子は「FRIDAY」で袋とじヌード（セミヌード）グラビアを披露。ボクサーのヌードグラビアは高野人母美も披露している。
学者では、田嶋陽子がセミヌードになって布1枚だけで体を包んでいる写真を披露した。
上方寄席囃子三味線奏者では内海英華が写真集「みすじのいとに」で寄席、高座、普段着などの場面に加え、入浴場面では後姿ながら、セミヌードを披露している。
日本でセミヌードになるケースとして、前述のヌードは抵抗があるがセミヌードならばというパターンの他、既に映画では脱いでいるが、写真集グラビアなどではセミヌードといった場合や、セミヌード後にヌードを発表するケース特に1992年以降にヘアーヌードを発表する場合や、そめやゆきこのように芸名で使い分けるケースや山崎真由美のように『Mon Amour』では乳首を披露、その後はセミヌード、最後の写真集『Last Century』で再びヌードを披露といったパターンもある。原千晶もクラリオンガール時代はセミヌード、1997年（平成9年）に写真家・篠山紀信撮影による写真集 『BORA BARA』はヌード、1999年（平成11年）の写真集 『月刊原千晶』はセミヌードである。ほかに増田葉子のようにお天気キャスター当時セミヌードを「ヌード」として紹介されるケースもある（のち「桂木葉子」名義でヘアヌードを披露した）。他に本人イメージを変えるという意味合いで活用するケースもあり、本田理沙などは1990年代半ばからセミヌードで写真集を多数発売してアイドルのイメージからの脱却を図った。レイフ・ギャレットも元のイメージを嫌い始めフィアンセのニコレット・シェリダンとのセミヌード写真を披露した。
一方で武田久美子の写真集で貝殻水着など大胆なポーズの表紙の写真集で知られ、分類としてはセミヌードに属したが、実際には他ページにフルヌードがある写真集であり、武田は後にヘアヌードも発表した。

### 広告媒体

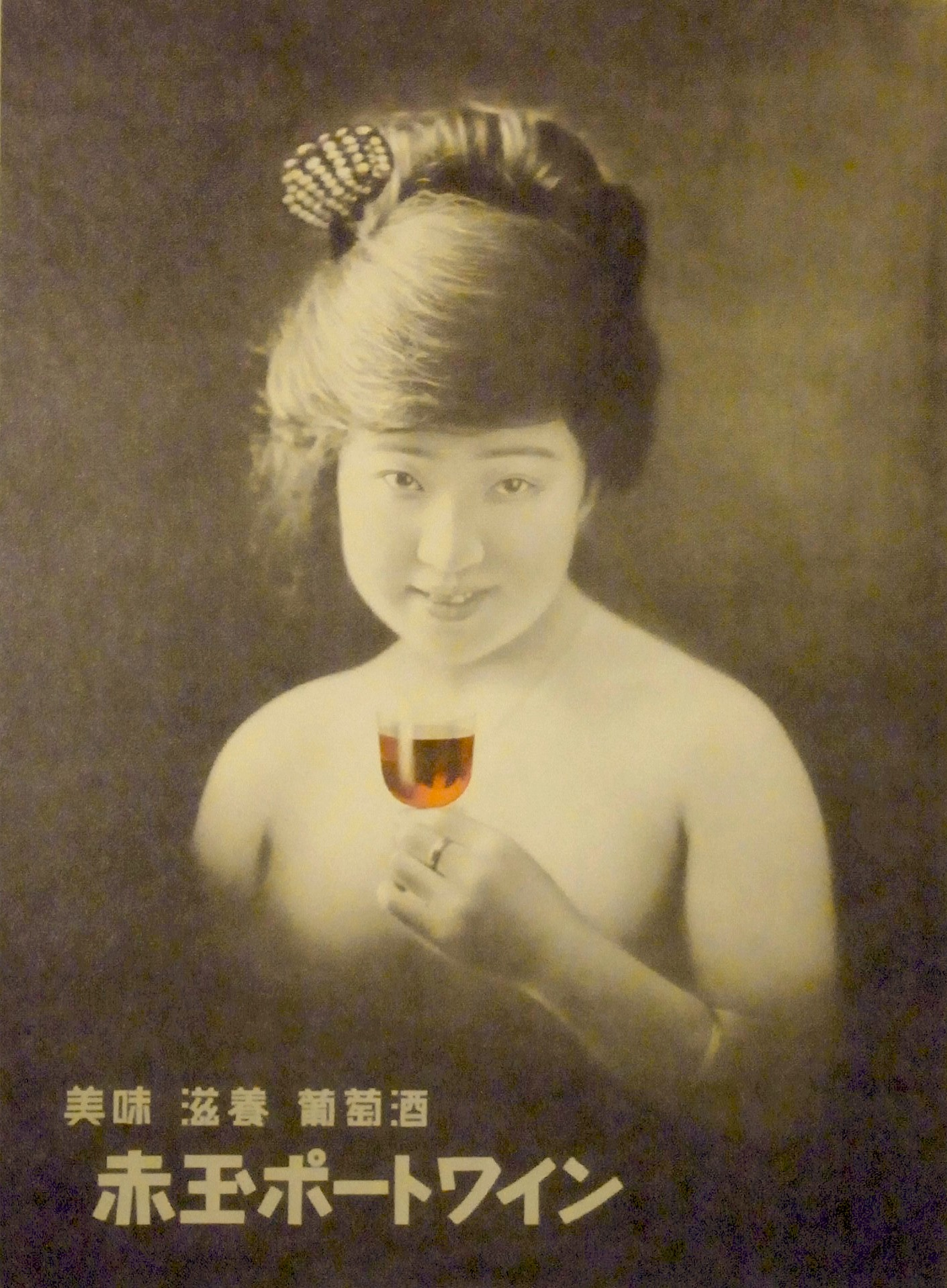
赤玉ポートワイン ポスター

大正時代の赤玉ポートワイン（寿屋 (現:サントリー)）のポスターがある（1922年）。今日の基準ではとてもソフトなもので、セミヌードといえないかもしれないが、当時は物議をかもしたといわれている。日本では広告でセミヌードに関しては必然性があればかまわないなどの見解があることもあり、その後も商品の広告媒体に使用されることも多かった。
アサヒビールやにっかつは1970年代からヌードカレンダーを製作していたし、そのころから女優やアイドルもキャンディーズ、長谷直美、純アリス、片平なぎさ、五月みどり、手塚理美、ハニー・レーヌ、田坂都、三東ルシア、中島ゆたか 他が、水着やヌード、セミヌードのカレンダーを、1990年代からは川島なお美もヌードカレンダーを発表し始める。1980年代にはウイスキーや燃料などの広告媒体、ポスターやカレンダーに幾つか使用されていた。毎年、サントリー等いろんなメーカーが女優のセミヌードカレンダー競争に乗り出していた。主にはサントリー HAIG（ヘイグ）、CUTTY SARK、J&Bなどである。そして写真家にデビット・ハミルトンなどが起用され、CUTTY SARKでは1982年に 名取裕子、1983年に原日出子、1984年に高瀬春奈、1985年に香坂みゆき、1986年にマリアン、サントリー HAIGでは1980年に坂口良子、1981年に水沢アキ、1982年に風吹ジュン（1983年樋口可南子はフルヌード）1984年に斉藤慶子、1985年に石川ひとみ、サントリーリザーブでは1983年に池上季実子、1984年に小柳ルミ子、1985年に山本陽子、サントリー VICTORYの1986年に秋吉久美子、J&Bでは1982年に早乙女愛、1983年に朝加真由美、Dewar'sは 1983年に真行寺君枝、1984年に志穂美悦子、1987年に樋口可南子など、バランタインが1990年に杉本彩、1991年に南野陽子、ホワイトニッカが1983年に手塚理美などがあり、ほかには由美かおる（1982年）、浅野ゆう子（1989年）小泉今日子（1990年 ）、相沢なほこ（1993年）、夏樹陽子（1983年）中島ゆたか（1985年）などがセミヌードカレンダーを発行していた。
en:Nude calendarも参照。
映画ではヌードを披露する女優も、こうしたカレンダーなどではセミヌード写真を採用している。意外性のあったセミヌードで話題になったものとして知られる女優・宮沢りえのふんどし写真、田村英里子の半分尻出しルックの写真なども、カレンダーでのものである。 シルクもカレンダー他同内容の袋とじトレーディングカードがMBSドクホン第5号（2004年12月号）の付録に採用している。
また航空会社のキャンペーンモデルも南国方面の旅行推進からか、全日空では1985年（昭和60年）の水着キャンペーンガールに選ばれ、上半身裸及びサスペンダーで隠した鷲尾いさ子や美玲のように、ポスターなど広告媒体に採用している。
ひところは企業CMに多く起用される女優はそのイメージ戦略からセミヌードやセクシーショットなどでも控える傾向もみられた一方で吹石一恵のユニクロ下着ブラトップCM（2008年に女性誌『an・an』のグラビアと共に）、ホーキンスAIR CUSHION ポスターの大塚寧々など、広告にセミヌードを起用するケースもある。
佐藤江梨子は2003年たかの友梨ビューティクリニックでセミヌードを披露。紅蘭は2014年のパンクラスエナジーの宣伝で 手ブラのセミヌードポスターを披露。宮地真緒は五洲薬品「キレアウォーター」CMでセミヌードを披露し話題となった。相武紗季は2015年に主演ドラマ『硝子の葦』ポスターでセミヌード披露した。
CDのジャケットなどではセミヌードとする場合もある。多く採用される媒体にレコード・CDといった音楽媒体のジャケットやPvには、巻上公一のヒカシューのアルバム・ジャケットで、セミヌードを披露した仙葉由季のようにモデルを起用する場合と、歌手もしくは演奏者本人がモデルになる場合とがある。マイケル・ジャクソンのユー・アー・ナット・アローンのショートフィルムは自身とリサ・マリー・プレスリー（当時の妻）がセミヌードで登場する。小柳ゆきは20枚目のシングル『誓い (小柳ゆきの曲)』でのジャケットではセミヌードを披露している。2002年に中森明菜が発表したResonanciaにおいてアルバムのディスクジャケットで中森はセミヌードを披露しており、歌手の工藤舞も2005年12月に発表した「Reborn」（リボーン）で、セミヌードによるPVやジャケットをみせて話題となった。翌年発表のEyes (舞の曲)でも前作に続きPVやジャケットはセミヌードとなっている。DOUBLEの『SPRING LOVE』のジャケットやミュージック・ビデオではボーカルTAKAKO本人が天使に扮装し、初のセミヌードを披露している。hitomiも LOVE LIFE (hitomiのアルバム)のジャケットで身に着けているものが布製のパンツ一枚のみという、大胆なセミヌードを披露した。八反安未果は2004年のシングル「TRAP」リリース時のセミヌード・ジャケットが契機となり、2005年4月、写真集『Passion』DVD『True Love』を発売。2009年には宮崎羽衣がルピナス〜幸せの風〜のジャケット写真で上半身が胸を腕で隠しただけのセミヌードになっており、また、その体にはタトゥーアートが施されている。AKANE LIVも2011年、LIV MOONの2ndアルバム『GOLDEN MOON』のジャケットで、ヌード・ジュエリーとレースのグローブだけを身につけ、胸元を隠したセミヌードに挑戦した。2014年には夢みるアドレセンスの証明ティンエイジャーのミュージックビデオにて利用されている。今井麻美も「漆黒のサステイン」PVにてブラックハートに扮した今井が肩より上のみのセミヌード姿を披露するシーンが挿入されている。華原朋美は2005年のアルバム『NAKED』を発売しジャケットでタイトル通りの背中を大胆に見せたセミヌードを魅せる。Eli (日本の歌手)もレコードジャケットでセミヌードの写真を用いたり、週刊プレイボーイでヌードグラビアを発表している。MANA meets Blue Bajouの若林愛が1stアルバム『prologue』のジャケットでは惜し気もなくセミヌードを披露しているが、これは本人の発案、アートディレクションによるもの。

## 男性のセミヌード
COSMOPOLITANでは1972年4月、当時無名俳優だったバート・レイノルズのセミヌード写真を中央の折込に掲載した。これは当時としては大変にスキャンダラスなことであった。
欧米の映画では男性のオールヌードが稀に見られるのに対し、日本の邦画では見られない。これは法律上、「猥褻物陳列罪」「公然わいせつ罪」などに問われる可能性があることが原因である。洋画では『愛と青春の旅だち』、『ディア・ハンター』などで、男性のフルヌードが見られる。女性のヌードと違って男性の場合は上半身裸に話題性がないことが、両性間の大きな違いであるといえる。また、モデルのペニスが写っていなければセミヌードとされる。